# Villava
Villava là một đô thị trong tỉnh và cộng đồng tự trị Navarre, Tây Ban Nha. Đô thị này có dân số là 9.575 người, diện tích 1,08 km2. Đô thị nằm ở độ cao 430 m trên mực nước biển, cách tỉnh lỵ 4 km về phía bắc. 

## Hành chính
|           |                          |                             |
| 2007-2011 | Pello Gurbindo Jimenez   | Atarrabia-Nafarroa Bai (EA) |
| 2003-2007 | Alfonso Ucar Zaratiegi   | UPN                         |
| 2003-2007 | Alfonso Ucar Zaratiegi   | UPN                         |
| 1999-2003 | Alfonso Ucar Zaratiegi   | UPN                         |
| 1999-1999 | Peio J. Monteano Sorbet  | EA-Atarrabia                |
| 1996-1999 | Alfonso Ucar Zaratiegi   | UPN                         |
| 1995-1996 | Hilario Eransus Olleta   | UPN                         |
| 1991-1995 | Vicente Sabalza Martínez | độc lập                     |

## Biến động dân số
| Biến động dân số theo thời gian    | Biến động dân số theo thời gian | Biến động dân số theo thời gian | Biến động dân số theo thời gian | Biến động dân số theo thời gian | Biến động dân số theo thời gian | Biến động dân số theo thời gian | Biến động dân số theo thời gian | Biến động dân số theo thời gian | Biến động dân số theo thời gian |
| 1900                               | 1910                            | 1920                            | 1930                            | 1940                            | 1950                            | 1960                            | 1970                            | 1981                            | 1991                            |
| ---------------------------------- | ------------------------------- | ------------------------------- | ------------------------------- | ------------------------------- | ------------------------------- | ------------------------------- | ------------------------------- | ------------------------------- | ------------------------------- |
| 976                                | 1202                            | 1540                            | 1524                            | 1933                            | 2486                            | 3225                            | 4446                            | 6216                            | 7528                            |
| Nguồn: wikipedia espagnole VIllava |                                 |                                 |                                 |                                 |                                 |                                 |                                 |                                 |                                 |

| Biến động dân số                                                | Biến động dân số | Biến động dân số | Biến động dân số | Biến động dân số | Biến động dân số | Biến động dân số | Biến động dân số | Biến động dân số | Biến động dân số | Biến động dân số |
| 1996                                                            | 1998             | 1999             | 2000             | 2001             | 2002             | 2003             | 2004             | 2005             | 2006             | 2007             |
| --------------------------------------------------------------- | ---------------- | ---------------- | ---------------- | ---------------- | ---------------- | ---------------- | ---------------- | ---------------- | ---------------- | ---------------- |
| 8 570                                                           | 9 006            | 9 142            | 9 333            | 9 516            | 9 303            | 10 035           | 10 179           | 10 236           | 10 295           | 10 226           |
| Nguồn: Villava/Atarrabia et instituto de estadística de navarra |                  |                  |                  |                  |                  |                  |                  |                  |                  |                  |